# Edsbro IF
Edsbro IF är en idrottsförening från Edsbro i Norrtälje kommun i Roslagen, bildad den 19 april 1931. Föreningen är utanför Roslagen mest bekant för att ha haft Upplands bästa fotbollslag under delar av 1970-talet, Sirius. Föreningen bedriver idag verksamhet inom fotboll, skidåkning och bilbingo.

## De tidigare åren
Föreningen bildades av ett tiotal personer som sammanträdde i Nya Skolan i Edsbro den 19 april 1931. Under de tidiga åren bedrev föreningen - utöver fotboll och skidåkning, bandy, friidrott och orientering. Fotbollslaget spelade i lokala serier i Roslagen fram till och med säsongen 1945/1946 och division VI och division V fram till och med säsongen 1951/1952. Laget gjorde två säsonger i division III, dåtidens tredje högsta serie, 1953/1954 och 1955/1956 men föll sedan tillbaka till division V. Till säsongen 1962 anslöt den tidigare IFK Eskilstuna- och AIK-spelaren Ingvar "Tjotta" Olsson till föreningen. "Tjotta" spelade visserligen endast två säsonger men han skulle få stor betydelse för framtiden i rollen som lagledare. Laget, förstärkt med en annan f.d. blåtopp och gnagare i form av Evert "Bäckis" Jansson, gjorde succé som nykomling i division IV Uppland 1965 då man slutade tvåa bakom Upsala IF. Än bättre gick det säsongen 1966 då laget vann serien och därmed kunde förbereda sig på en tredje säsong i division III.

## Storhetstiden - näst bäst i Uppland
Laget återkom till division III med en helt annan styrka än vid tidigare sejourer. En imponerande fjärdeplats som nykomling 1967 följdes av en tredjeplats 1968 och andraplats 1969. Seriesegraren 1969 flyttades upp direkt till division II, landets då näst högsta serie, men Edsbro var inte riktigt nära då BP vann serien i överlägsen stil. Säsongerna 1970 och 1971 bjöd på nya topplaceringar men 1972 stod laget inte att känna igen och åkte ur serien på två måls sämre målskillnad än Tyresöföreningen Hanviken. Edsbro lyckades dock ta sig tillbaka till division III omedelbart efter att ha vunnit Div. IV 1973 efter en hård uppgörelse med Vallentuna BK.

### Serieseger och kval till division II
Inför återkomsten till division III lockade "Tjotta" Olsson till sig ytterligare en ex-gnagare i form av Jörgen Sandsten. Efter en jämn toppstrid med Högalid och Vesta kunde Edsbro vinna Div. III Ö:a Svealand 1974. Då endast sex lag skulle flyttas upp från de tolv division III-serierna innebar detta kvalspel till division II. Kvalet spelades i tre grupper om fyra lag, de två främsta lagen i respektive grupp skulle flyttas upp till division II 1975. Edsbro inledde kvalspelet med en förlust på bortaplan mot IFK Arvika men kunde sedan besegra Linköpingsklubben Derby med 2-1 på hemmaplan. Inför slutomgången innebar detta att samtliga lag stod på två poäng och hade ödet i sina egna händer. Matcherna i slutrundan spelades på neutral plan. Derby och Arvika gjorde upp i Karlskoga emedan Edsbro begav sig till Norrköpings idrottspark för att taga sig an Blomstermåla IK. Smålänningarna  var vid denna tid ett storlag, de kom närmast från två säsonger i division II 1972-1973. Blomstermåla tog ledningen med 1-0 och mitt i Edsbros intensiva kvitteringsjakt kunde Blomstermåla kontraslå och få in det avgörande 2-0-målet.  Samtidigt spelade Derby och Arvika oavgjort vilket gjorde att östgötarna gjorde Blomstermåla sällskap till division II. Edsbro placerade sig som fjärde lag i kvaltabellen. Om Edsbro hade tagit steget upp hade man fått göra upp med Sirius om epitetet "bäst i Uppland" enär Uppsalaklubben samma år föll ur Allsvenskan.

### Fortsättning i toppfotbollen
Laget var nära att återupprepa bedriften från föregående ur då man ånyo gjorde upp med stockholmska Högalid om seriesegern 1975 men denna gång fick Edsbro ge tapp och slutade på andra plats. Till säsongen 1976 hade laget tappat i slagkraft, bland annat hade Sandsten lämnat för Bälinge. Laget flyttades från Östra Svealandsgruppen till Norra Svealand. Brommapojkarna vann serien i stor stil (endast en förlust), ESK från landskapets sydvästra utkanter sprang förbi Edsbro som näst bästa lag i Uppland. Laget lyckades ändock hålla övriga uppländska lag bakom sig och klarade nytt kontrakt med två poängs marginal. Säsongen 1977 blev något bättre då Edsbro ånyo lyckades bli Upplands tredje bästa lag då man höll Upsala IF bakom sig och slutade på sjätte plats. Sämre gick det dock 1978 då laget slutade två poäng under nedflyttningsstrecket och därmed flyttades ned till division IV.
Precis som senast kunde laget återvända till division III efter ett ettårigt besök i fyran, laget vann sin serie 1979 efter en tät toppstrid med Vallentuna, Österåker och IFK Täby. Sejouren i trean blev dock endast ettårig denna gång. Laget slutade under nedflyttningsstrecket 1980 med 18 poäng medan tre lag precis ovanför strecket spelade ihop 19 poäng. Noterbart är att serien detta år innehöll de sju främsta Upplandsföreningarna. Närmsta grannen BK Vargarna slutade på tredje plats, just bakom ESK. Även Sirius och Tierp slutade före Edsbro, medan Upsala IF och Söderfors var ohjälpligt sist.
Åter i division IV slutade laget på fjärde plats såväl 1981 som 1982. Efter att ha hamnat på nedre halvan 1983 slutade Edsbro på elfte plats 1984, fyra poäng bakom Märsta ovan nedflyttningsstrecket, och flyttades därmed ned till division V, för första gången sedan 1964.

## Spel i lägre divisioner
Laget återkom till division IV 1988 men genom serieomläggningen efter säsongen 1986 var detta nu den femte högsta serienivån. Säsongen 1990 blev laget tvåa i division IV Uppland och efter 3-1 i Tierp och 3-3 hemma i Edsbro mot Strömsberg i kvalspelet flyttades laget upp till division III (fjärde högsta serienivån). Besöket i trean 1991 blev dock en tuff uppgift för Edsbrolaget. Laget vann endast en av 22 spelade matcher, slutade sist och degraderades. Säsongen 1993 åkte laget ur division IV och har sedan dess spelat i division V, VI och VII.

### Senare säsonger
Edsbro vann sin division VII-serie 2016 tre poäng före SK Wigör, efter att ha säkrat seriesegern i sista omgången hemma på Lummevi. I division VI Uppland östra blev klubben sedan femma 2017, sjua 2018 och fyra 2019. Säsongen 2020 avbröts serien och den spelades inte klart till följd av coronapesten. Säsongen 2021 flyttades Edsbro till division VI Uppland södra. Laget blev utan poäng i enkelserien och degraderades. Säsongen 2022 spelade laget i division VII Uppland östra. Lagets enda poäng under säsongen kom i hemmaderbyt mot Södebykarls IF och borta mot Hallsta.